# Lachnoptera abbottii
Lachnoptera abbottii är en fjärilsart som beskrevs av Holland 1896. Lachnoptera abbottii ingår i släktet Lachnoptera och familjen praktfjärilar. Inga underarter finns listade i Catalogue of Life.